# Pascal Deguilhem
Pascal Deguilhem, né le 9 février 1956 à Brouchaud (Dordogne), est un homme politique français.
Professeur d'éducation physique et sportive, il est marié et a deux enfants. Il est membre du Parti socialiste.

## Mandats
- Adjoint au maire de Saint-Aquilin de 1983 à 1989.
- Maire de Saint-Aquilin de 1989 à 2008.
- Conseiller municipal de Saint-Aquilin depuis 2008.
- Conseiller général du canton de Neuvic de 2001 à 2015.
- Conseiller régional de la Région Nouvelle-Aquitaine depuis 2015.
- Député de la première circonscription de la Dordogne depuis le 17 juin 2007, réélu le 17 juin 2012 avec 65,99 % des voix.

## Fonctions
- Vice-président de la communauté de communes de la Vallée du Salembre
- Vice-président du Pays de la Vallée de l'Isle

## Profession
- Professeur d'éducation physique et sportive depuis 1980 (Université Montesquieu-Bordeaux IV – site de Périgueux depuis 1997)
- Directeur départemental du sport scolaire de 1993 à 1997

## Engagement syndical
- Militant étudiant UNEF de 1976 à 1979 (Université Bordeaux II)
- Militant SNEP-FSU depuis 1980

## Vie sportive
- Joueur de rugby à XV jusqu’en 1989 (international cadet en 1972 – joueur à Lalinde, Versailles, Yerres, Saint-Astier, Périgueux)
- Triathlète de 1988 à 1993 (Président du club de Saint-Astier de 1990 à 1993)
- Vice-président du Comité départemental olympique et sportif de 1996 à 2004
- Vice-président de Emploi sports loisirs Dordogne

## Distinctions
- Chevalier des Palmes académiques